# Акимовский поселковый совет
Акимовский поселковый совет (укр. Якимівська селищна рада) — входит в состав Акимовского района Запорожской области Украины.
Административный центр поселкового совета находится в пгт Акимовка.

## История
- 1957 — дата образования.

## Населённые пункты совета
- пгт Акимовка